# Слободка-Балинская
Слободка-Балинская (укр. Слобідка-Балинська) — село в Дунаевецком районе Хмельницкой области Украины.
Население по переписи 2001 года составляло 413 человек. Почтовый индекс — 32446. Телефонный код — 3858. Занимает площадь 1,589 км². Код КОАТУУ — 6825882803.

## Местный совет
32446, Хмельницкая обл., Дунаевецкий р-н, с. Чечельник